# Aagt Germonts
Aagt Germonts, född 1621, död efter 1660, var en nederländsk kvinna som var föremål för en uppmärksammad häxprocess i Hoorn 1659–1660. 
Hon var gift med en bonde i De Weere, en by i Abbekerk. Sedan hon hade fött tre döda barn grävdes hennes dödfödda barns gravar upp och deras lik visade sig vara dockor. Hon åtalades för häxeri. Hon dömdes till döden för trolldom i första instans. I andra instans ändrades domen till att stå i skampålen med de tre dockorna i famnen. Hennes mål var uppmärksammat i Nederländerna, där den sista avrättningen för trolldom hade ägt rum 1608. 
Hennes fall blev föremål för en studie redan 1661.